# 曼德勒海灣度假村
曼德勒海灣賭場度假村（英語：Mandalay Bay Resort and Casino）是位於美國內華達州拉斯維加斯大道上的一所賭場酒店，酒店由美高梅國際酒店集團所持有及管理。另外，酒店主大樓的第34至39層則用作四季酒店客房之用。
酒店擁有3,309間客房以及面積達135,000平方公尺的賭場，附設有接近一百萬平方公尺的曼德勒海灣會議中心以及主辦拳賽、演唱會等節目的曼德勒海灣表演中心。

## 特色項目
現時酒店的駐場表演是「Mamma Mia!」，非常受遊客歡迎。另外，酒店設有11英畝名為曼德勒海灘的游泳設施，包括有5個游泳池以及一道可形成小型瀑布的河流。在這個設施裏附設有兩間餐廳，而五個游泳池都分別各具特色，如溫水游泳池、波浪游泳池等。根據2005年拉斯維加斯旅遊雜誌的評選，此游泳設施獲選為全拉斯維加斯最好的游泳池。
酒店以亞洲熱帶風情為主題，另附設一個水量達一百萬加侖鹹水的水族館。另一個著名的特色項目是名為藍調小屋（House of Blues）的主題音樂餐廳，可容納約1,800名觀眾，並有現場樂隊演奏助興。
與曼德勒海灣酒店連成一體的四季酒店有自己的游泳池和酒吧，並只供四季酒店的房客使用。如果客人沒有準備他們自己的泳衣，四季酒店會為他們提供即棄的泳衣作游泳之用。

## 歷史
在酒店的建築過程中，工程師發現大樓的其中一邊有下陷現象，下陷情況約有2尺左右。在沒有解決方法之前，整個工程都暫時停止進行。直到工程師決定在建築物下增固才繼續工程。在此之後，並無發現再有其他建築上的問題。
酒店於1999年3月2日開業，位於以前的哈仙達酒店原址。另外，於2003年1月附設的會議中心開幕，並成為當時全美國第五大的會議展覽中心。
2004年，酒店方面新建了一座43層高擁有1,120間套房的新酒店大樓。

## 事件

### 2017年枪击案
2017年10月1日，酒店附近發生美國歷來最嚴重的槍擊案，一名64歲來自內華達州梅斯基特的男子入住此酒店32樓，並在酒店房內向附近舉行戶外音樂會的空地觀眾亂槍掃射，造成至少59死527傷，槍手在警員趕到前飲彈自殺身亡。

## 曾在此拍攝的電影
- 《洛基》第六集（Rocky Balboa，2005年）

## 資料來源
1. ↑  . CBS新聞. 2017年10月2日  [2017年10月2日]. （原始内容存档于2017年10月2日）.（英文）

2. Casino Online （页面存档备份，存于） (Pras.ambiente.gob.ec) 8-10-2023